# Lycenchelys bachmanni
Lycenchelys bachmanni es una especie de pez de la familia de los Zoarcidae en el orden de los perciformes.

## Morfología
- Los machos pueden llegar a alcanzar los 31,5 cm de longitud total.
- Número de vértebras: 121.
- Aletas pélvicas pequeñas.[1][2]

## Hábitat
Es un pez de mar y de aguas profundas.

## Distribución geográfica
Se encuentra en la Argentina.

## Observaciones
Es inofensivo para los humanos. 